# Alstroemeriaceae
Alstroemeriaceae Dumort. è una famiglia di piante monocotiledoni appartenente all'ordine Liliales.
Sono originarie dell'America Centrale, Meridionale e dell'Oceania. Alcune piante presentano fiori molto vistosi, relativamente grandi e di svariati colori. Per questa ragione alcune specie di questa famiglia sono impiegate come piante ornamentali, in particolare nella floricoltura.
La famiglia è stata denominata da Barthélemy Charles Joseph Dumortier a partire dal genere tipo Alstroemeria. Questo genere, alla sua volta, è stato nominato in onore del botanico svedese barone Claes Alströmer dal suo amico Linneo.
I semi sono stato portati da Alströmer in un viaggio in Sudamerica nel 1753.

## Descrizione

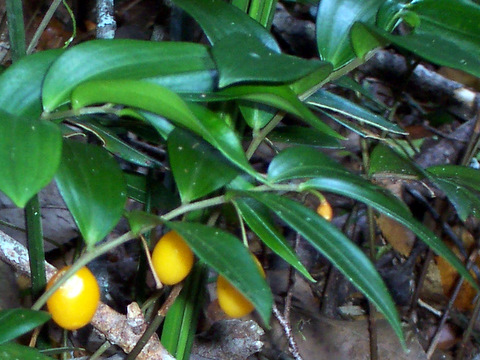
Foglie e frutti di Drymophila moorei, un membro della tribù Luzuriageae.

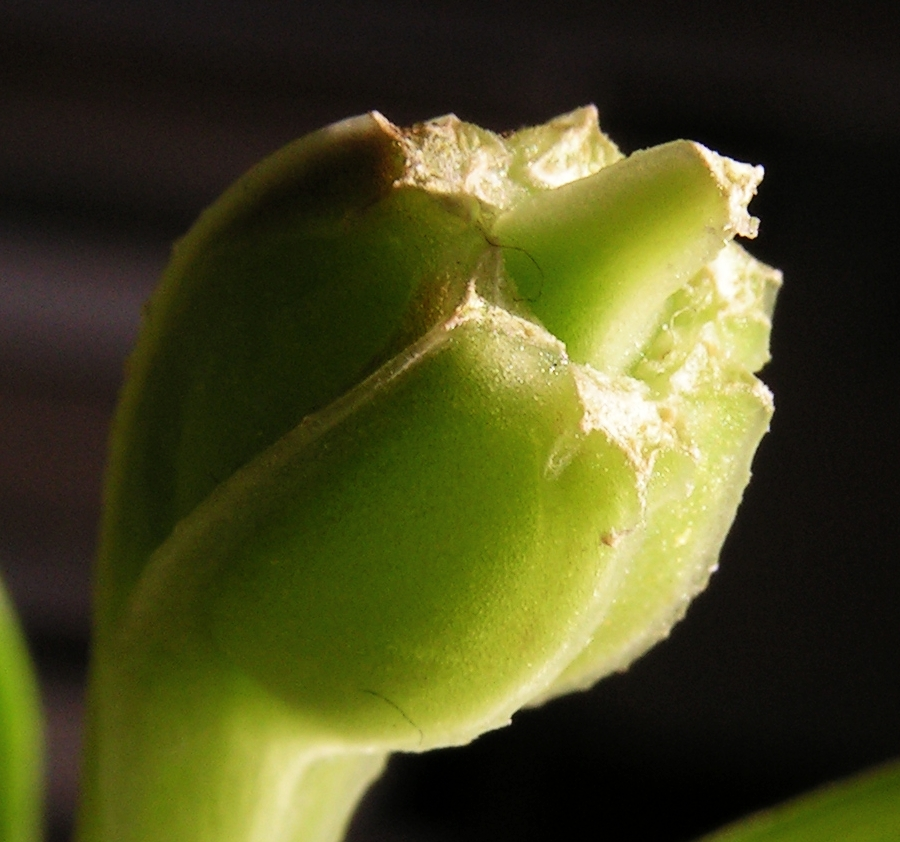
Frutto non maturo di Alstroemeria.

Sono piante erbacee, erette o volubili, con rizomi simpodiali. Alcune delle radici sono più grosse delle altre e contengono amido. Il tallo è foglioso, mentre le foglie sono lineari a lancia o oblunghe, abbastanza larghe rispetto ad altre liliopside.
Le inflorescenze sono ombrelliformi, costituiscono cime elicoidali circondate usualmente da un involucro di brattee, raramente ridotte a un unico fiore.
I fiori sono molto vistosi e relativamente grandi nei generi di Alstroemerieae, più piccoli fra le Luzuriageae. Sono ermafroditi, trimeri, actinomorfi e zigomorfi. Il perigonio è formato da sei tepali liberi alla base, disposti in due cicli.
Nelle Luzuriageae il colore dei fiori è bianco; nelle Alstroemerieae, invece, può essere giallo, rosso, rosa, arancione o verde, dipendendo della specie e della varietà, in generale con macchie scure.
Presentano ghiandole nettarifere alla base di due dei tepali interni. L'androceo è formato da sei stami, disposti in due cicli, con i filamenti liberi tra loro e liberi dai tepali. Le antere sono fisse, non versatili, con aperture spontanee longitudinali.
La microsporogenesi è successiva e il tappeto è di tipo ghiandolare. I grani di polline sono solcati e composti da due cellule. Il gineceo è triloculare, con numerosi ovuli anatropi dalla placentazione ascellare (dove con "ascella" si intende qualunque angolo formato dalle articolazioni della pianta). Il frutto è una capsula loculicida, con una prominenza al centro o troncata all'apice, con sei costole longitudinali nelle Alstroemerieae. Nei generi delle Luzuriageae, invece, il frutto è una bacca.
I semi sono rotondi o sferici, con l'embrione piccolo in relazione all'endosperma, alla maturazione si presentano con tegumento asciutto nel genere Alstroemeria e con sarcotesta nel genere Bomarea.
Presentano rafidi di ossalato di calcio in differenti organi.

## Distribuzione e habitat
Le Alstroemeriaceae si distribuiscono in tutta l'America tropicale e temperata, dal Messico e le Antille fino alla Terra del Fuoco. Le Luzuriageae si trovano dal Perù fino alle Isole Falkland e in Terra del Fuoco, Nuova Zelanda e Australia (dal Nuovo Galles del Sud fino alla Tasmania).

## Evoluzione e Filogenesi
L'età delle Alstroemeriaceae e delle specie simili appartenenti allo stesso lignaggio è stimato in 76 milioni di anni. Quella del gruppo corona, periodo in cui si suppone abbiano iniziato a differenziarsi i membri odierni di questa tribù, è stimata in 30 milioni di anni. L'età del gruppo delle Luzuriageae è di 79 milioni di anni, e quella del loro gruppo corona, è di 56 milioni di anni.
A continuazione si può vedere il cladogramma che mostra le relazioni esistenti tra le Alstroemeriaceae e altre famiglie dentro l'ordine delle Liliales.
|                  | Colchicaceae                                                   |
|                  |                                                                |
| Alstroemeriaceae | \| \| Luzuriageae \| \| \| \| \| \| Alstroemerieae \| \| \| \| |
|                  | \| \| Luzuriageae \| \| \| \| \| \| Alstroemerieae \| \| \| \| |
|                  | Luzuriageae                                                    |
|                  |                                                                |
|                  | Alstroemerieae                                                 |
|                  |                                                                |

|  | Luzuriageae    |
|  |                |
|  | Alstroemerieae |
|  |                |

|                  | Colchicaceae                                                   |
|                  |                                                                |
| Alstroemeriaceae | \| \| Luzuriageae \| \| \| \| \| \| Alstroemerieae \| \| \| \| |
|                  | \| \| Luzuriageae \| \| \| \| \| \| Alstroemerieae \| \| \| \| |
|                  | Luzuriageae                                                    |
|                  |                                                                |
|                  | Alstroemerieae                                                 |
|                  |                                                                |

|  | Luzuriageae    |
|  |                |
|  | Alstroemerieae |
|  |                |

|  | Rhipogonaceae |
|  |               |
|  | Philesiaceae  |
|  |               |

|  | Smilacaceae |
|  |             |
|  | Liliaceae   |
|  |             |

|  | Rhipogonaceae |
|  |               |
|  | Philesiaceae  |
|  |               |

|  | Smilacaceae |
|  |             |
|  | Liliaceae   |
|  |             |

|                  | Colchicaceae                                                   |
|                  |                                                                |
| Alstroemeriaceae | \| \| Luzuriageae \| \| \| \| \| \| Alstroemerieae \| \| \| \| |
|                  | \| \| Luzuriageae \| \| \| \| \| \| Alstroemerieae \| \| \| \| |
|                  | Luzuriageae                                                    |
|                  |                                                                |
|                  | Alstroemerieae                                                 |
|                  |                                                                |

|  | Luzuriageae    |
|  |                |
|  | Alstroemerieae |
|  |                |

|                  | Colchicaceae                                                   |
|                  |                                                                |
| Alstroemeriaceae | \| \| Luzuriageae \| \| \| \| \| \| Alstroemerieae \| \| \| \| |
|                  | \| \| Luzuriageae \| \| \| \| \| \| Alstroemerieae \| \| \| \| |
|                  | Luzuriageae                                                    |
|                  |                                                                |
|                  | Alstroemerieae                                                 |
|                  |                                                                |

|  | Luzuriageae    |
|  |                |
|  | Alstroemerieae |
|  |                |

|  | Rhipogonaceae |
|  |               |
|  | Philesiaceae  |
|  |               |

|  | Smilacaceae |
|  |             |
|  | Liliaceae   |
|  |             |

|  | Rhipogonaceae |
|  |               |
|  | Philesiaceae  |
|  |               |

|  | Smilacaceae |
|  |             |
|  | Liliaceae   |
|  |             |

|                  | Colchicaceae                                                   |
|                  |                                                                |
| Alstroemeriaceae | \| \| Luzuriageae \| \| \| \| \| \| Alstroemerieae \| \| \| \| |
|                  | \| \| Luzuriageae \| \| \| \| \| \| Alstroemerieae \| \| \| \| |
|                  | Luzuriageae                                                    |
|                  |                                                                |
|                  | Alstroemerieae                                                 |
|                  |                                                                |

|  | Luzuriageae    |
|  |                |
|  | Alstroemerieae |
|  |                |

|                  | Colchicaceae                                                   |
|                  |                                                                |
| Alstroemeriaceae | \| \| Luzuriageae \| \| \| \| \| \| Alstroemerieae \| \| \| \| |
|                  | \| \| Luzuriageae \| \| \| \| \| \| Alstroemerieae \| \| \| \| |
|                  | Luzuriageae                                                    |
|                  |                                                                |
|                  | Alstroemerieae                                                 |
|                  |                                                                |

|  | Luzuriageae    |
|  |                |
|  | Alstroemerieae |
|  |                |

|  | Rhipogonaceae |
|  |               |
|  | Philesiaceae  |
|  |               |

|  | Smilacaceae |
|  |             |
|  | Liliaceae   |
|  |             |

|  | Rhipogonaceae |
|  |               |
|  | Philesiaceae  |
|  |               |

|  | Smilacaceae |
|  |             |
|  | Liliaceae   |
|  |             |

|                  | Colchicaceae                                                   |
|                  |                                                                |
| Alstroemeriaceae | \| \| Luzuriageae \| \| \| \| \| \| Alstroemerieae \| \| \| \| |
|                  | \| \| Luzuriageae \| \| \| \| \| \| Alstroemerieae \| \| \| \| |
|                  | Luzuriageae                                                    |
|                  |                                                                |
|                  | Alstroemerieae                                                 |
|                  |                                                                |

|  | Luzuriageae    |
|  |                |
|  | Alstroemerieae |
|  |                |

|                  | Colchicaceae                                                   |
|                  |                                                                |
| Alstroemeriaceae | \| \| Luzuriageae \| \| \| \| \| \| Alstroemerieae \| \| \| \| |
|                  | \| \| Luzuriageae \| \| \| \| \| \| Alstroemerieae \| \| \| \| |
|                  | Luzuriageae                                                    |
|                  |                                                                |
|                  | Alstroemerieae                                                 |
|                  |                                                                |

|  | Luzuriageae    |
|  |                |
|  | Alstroemerieae |
|  |                |

|  | Rhipogonaceae |
|  |               |
|  | Philesiaceae  |
|  |               |

|  | Smilacaceae |
|  |             |
|  | Liliaceae   |
|  |             |

|  | Rhipogonaceae |
|  |               |
|  | Philesiaceae  |
|  |               |

|  | Smilacaceae |
|  |             |
|  | Liliaceae   |
|  |             |

## Tassonomia

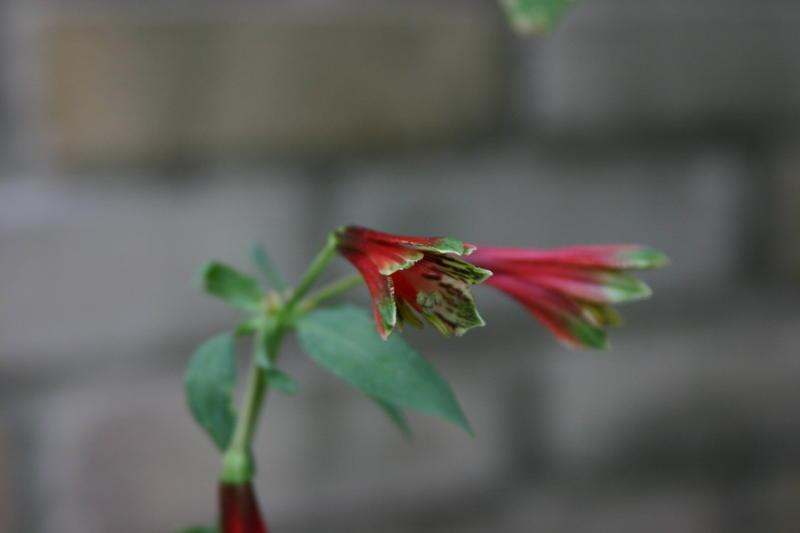
Infiorescenza di Alstroemeria psittacina, conosciuta anche come "fiore di pappagallo"; specie originaria del Brasile e del nord-est dell'Argentina.

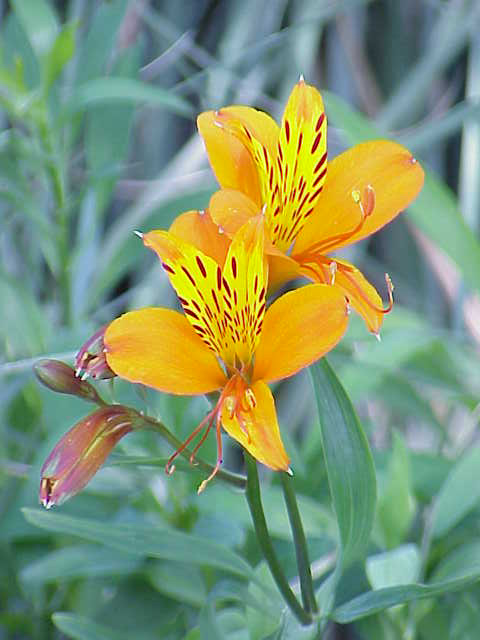
Infiorescenza di Alstroemeria aurantiaca, specie originaria del sud del Cile e dell'Argentina.

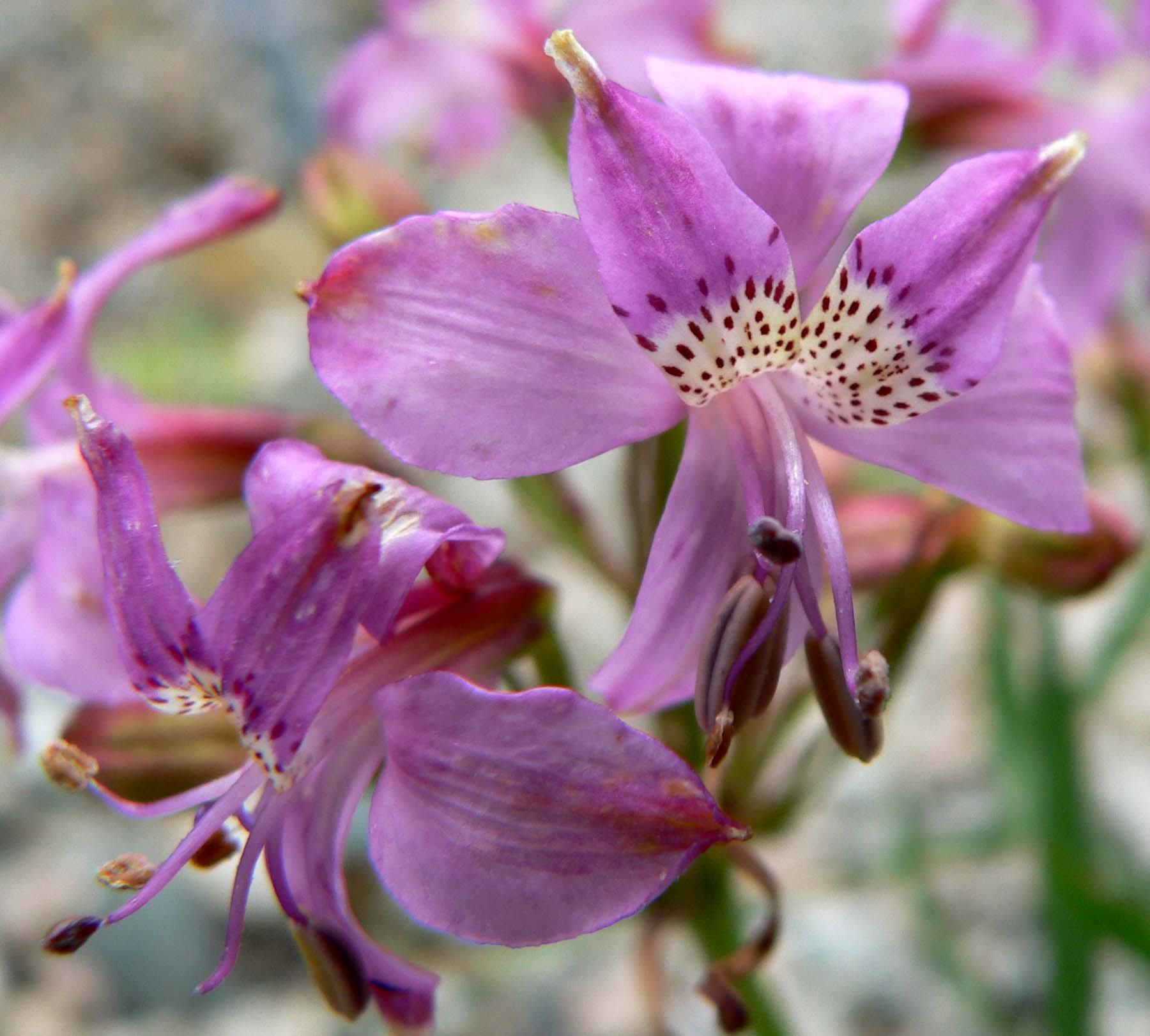
Alstroemeria revoluta nei giardini botanici dell'Università della Columbia Britannica.

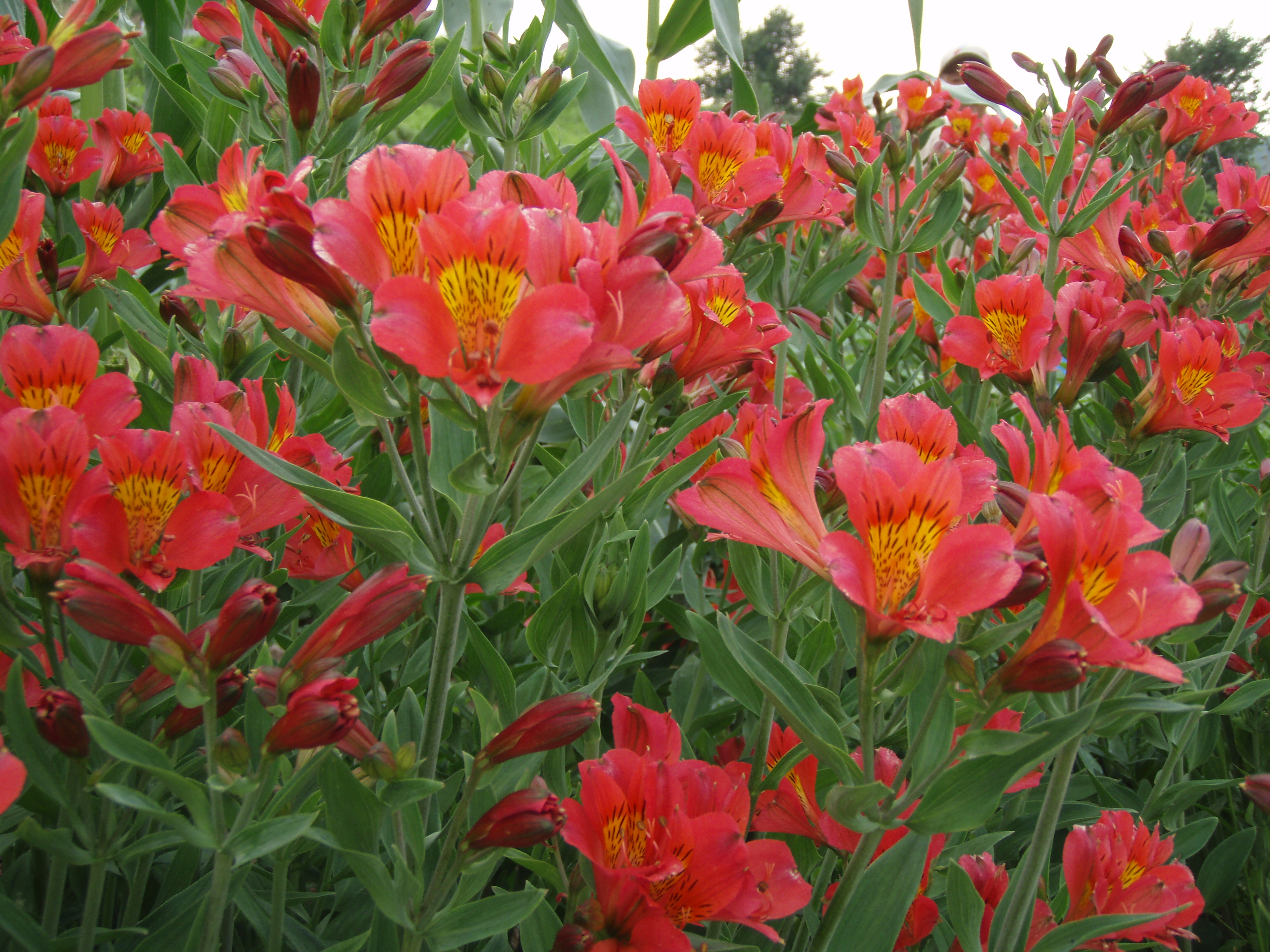
Una coltivazione moderno di Alstroemeria.

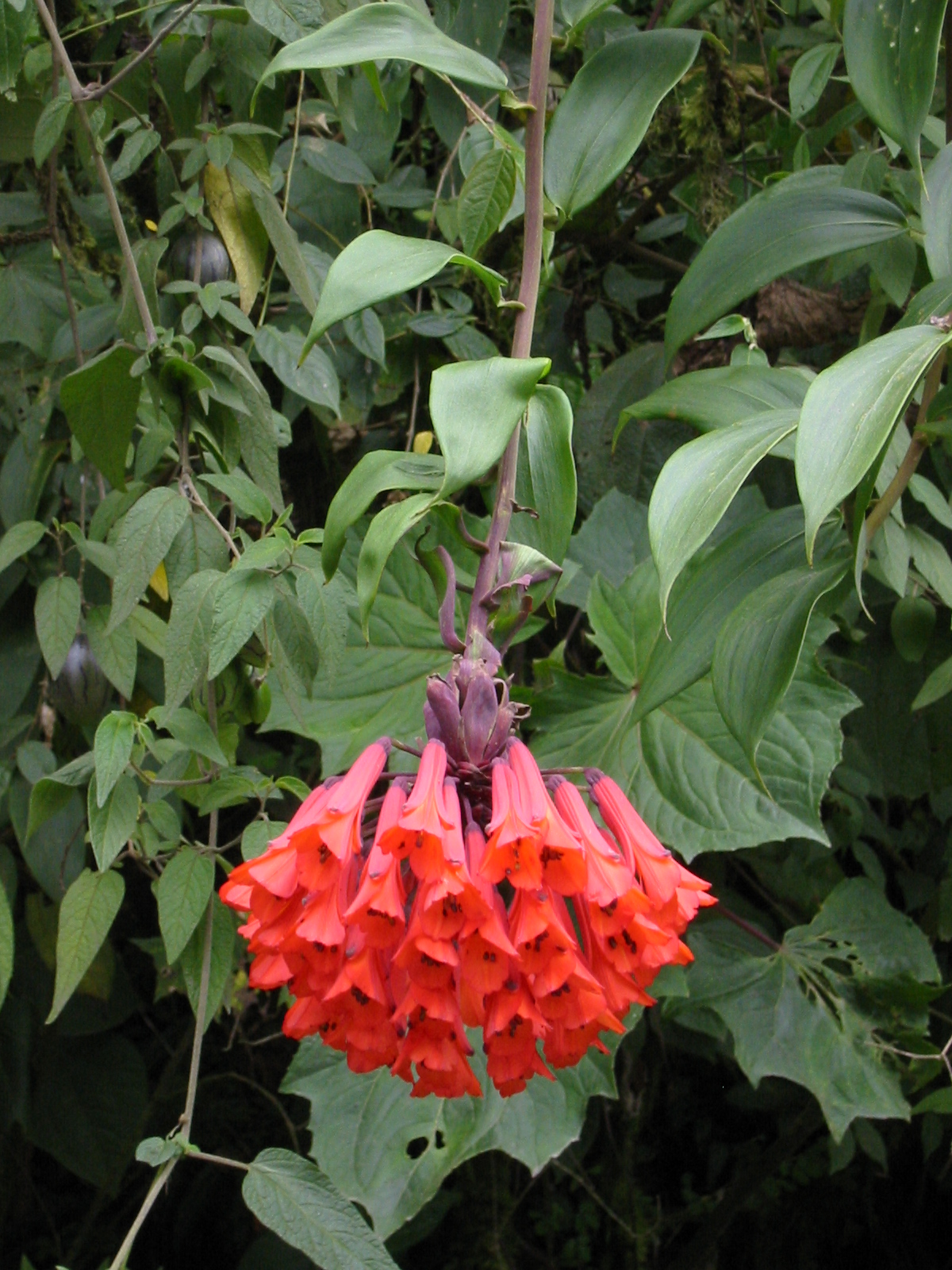
Infiorescenza di una specie di Bomarea, fotografata nel sud dell'Ecuador.

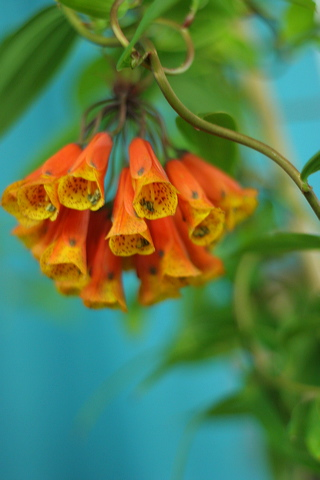
Infiorescenza di Bomarea caldasii.

Tradizionalmente si è considerato le Alstroemeria e le Bomarea come parte della famiglia delle Amaryllidaceae, sotto l'ordine Liliales. Questo criterio è stato sostenuto dalla maggioranza dei tassonomi dei secoli XIX e XX. John Hutchinson, nel 1959, ha elevato la tribù Alstroemerieae delle Amaryllidaceae al rango di famiglia indipendente, Alstroemeriaceae, riabilitando così la gerarchia originale proposta da Barthélemy Dumortier, che nel 1829 aveva descritto la famiglia. Nonostante questo, Hutchinson la racchiuse in un ordine indipendente: Alstroemeriales.
Anche la storia tassonomica delle Luzuriaga è stata materia di controversie, con non meno di quattro circoscrizioni differenti a livello di famiglia: Liliaceae, Smilacaceae, Philesiaceae e Luzuriagaceae. Nel 2003, il sistema di classifica APG II ha disposto le Alstroemeria e Bomarea in una famiglia indipendente delle liliaceae, Alstroemeriaceae. Allo stesso modo, sono state considerate le Luzuriaga e le Drymophila in un'altra famiglia separata, quella delle Luzuriagaceae. Entrambe le famiglie sono state incluse dentro l'ordine delle liliales.
La famiglia comprende quattro generi e circa 230 specie distribuite in due tribù: Alstroemerieae e Luzuriageae. Fino a pochi anni fa i membri di questa famiglia erano considerati come una parte di un'ampia circoscrizione delle liliacee, ma le analisi molecolari di DNA e le analisi filogenetiche basate tanto nei dati molecolari quanto nella morfologia e nell'anatomia, hanno dimostrato che costituiscono una famiglia separata.
Sulla base delle sue relazioni filogenetiche, nel 2009 gli integranti delle Alstroemeriaceae e delle Luzuriagaceae sono stati disposti dal sistema di classifica APG III nella stessa famiglia, la quale mantiene il nome della prima per il principio di conservazione del Codice Internazionale per la Nomenclatura Botanica. La famiglia, a sua volta, è stata divisa in due tribù:
- Alstroemerieae Johann Jakob Bernhardi[16]
- Luzuriageae Carl Sigismund Kunth[17]

## Importanza economica e culturale

### Come alimento
La Bomarea edulis si trova nei territori che vanno dal Messico all'Argentina; le sue radici tuberose sono state utilizzate fin dai tempi precolombiani come alimento. Una pianta ben sviluppata può avere fino a 20 tubercoli radicali di 5 cm di diametro.

### Come piante ornamentali
Alcune fra le specie di Alstroemeriaceae che si coltivano come piante ornamentali sono:
- Alstroemeria aurea: nativa del sud del Cile, includendo l'Arcipelago di Chiloé, cresce nei sottoboschi umidi e fiorisce in estate. I fiori hanno 3–4 cm di diametro, sono di colore giallo-arancione e i tepali esteriori sono macchiati a tonalità verdastre.[20]
- Alstroemeria haemantha: nativa del Cile, specialmente nella regione di Valparaíso, cresce sulle pareti rocciose ben drenate e fiorisce all'inizio dell'estate. I fiori giungono fino a 5 cm di diametro e sono di colore rosso-arancione forte. I tepali esteriori sono oblunghi a forma di uovo.
- Alstroemeria ligtu: nativa del Cile, cresce in suoli arenosos e asciutti, fiorisce tra la fine della primavera e l'inizio dell'estate e presenta un'altezza tra 60 cm e 1 m. I fiori sono di svariati colori, usualmente lilla e rosa, rossicci o biancastri. In natura i fiori di questa specie sono rosati ma i fiori o le piante che si commercializzano come ibridi sono, in realtà, il frutto di vari incroci ottenuti da Clarence Elliott nel 1927 quando ha introdotto le specie in Inghilterra.
- Alstroemeria psittacina è una specie che distribuisce in Perù, nella provincia di Misiones in Argentina e nelle aree del Cerrado e del Pantanal in Brasile. I fiori hanno una dimensione compresa fra 4–5 cm di lunghezza e sono disposti a ombrelli di 5-6 fiori. I tepali sono di colore rosso per i due terzi inferiori, verdastri all'apice e macchiati.
- Bomarea ovallei (sin.: Leontochyr ovallei) è una specie endemica del Cile che si trova in una ristretta area costiera della IIIª regione del Cile. Ha fiori rossi, raramente gialli, riuniti in infiorescenze di 10 cm di diametro. Questa specie è conosciuta anche come "artiglio di leone" o "mano di leone". È una specie in a rischio di estinzione a causa del suo habitat ristretto e dato che i suoi tuberi fungono da alimento per i guanacos e altri animali che vivono nella zona.